# Pierre Dumont
Pour les articles homonymes, voir Pierre Dumont (sculpteur) et Dumont.

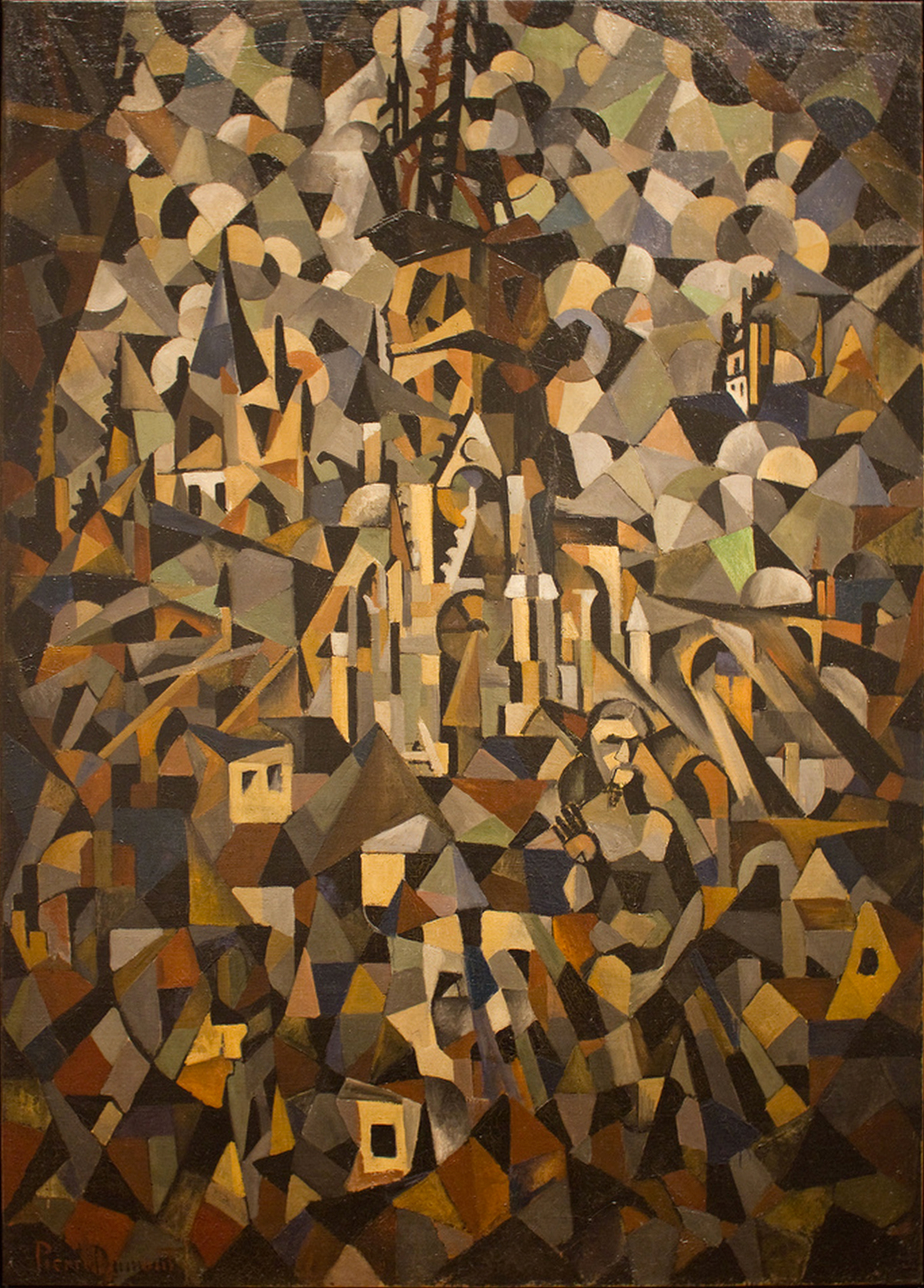
Cathédrale de Rouen (vers 1912), huile sur toile,, Milwaukee Art Museum, Wisconsin.

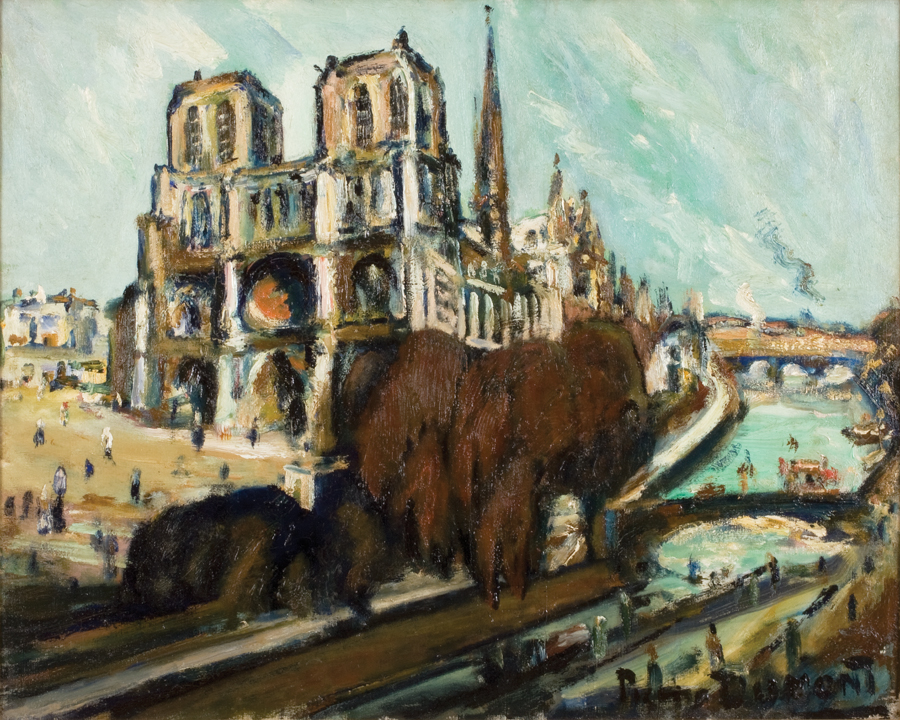
Notre-Dame de Paris (1912), huile sur toile.

Pierre Jean Baptiste Louis Dumont, également connu sous le pseudonyme d’André Jallot, né le 29 mars 1884 à Paris et mort dans la même ville le 8 avril 1936, est un peintre français, rattaché à l'École de Rouen et à l'École de Paris.

## Biographie
Pierre Dumont naît dans le 5e arrondissement de Paris le 29 mars 1884.
Dans sa jeunesse, il vit à Rouen où son père, à la rentrée des classes de 1887, est nommé professeur de sciences naturelles au lycée Pierre-Corneille, dont il est lui-même élève, y faisant la connaissance de Marcel Duchamp, de Robert Antoine Pinchon, de Maurice Louvrier, mais aussi de Francis Yard et de Camille Cé avant de fréquenter l'atelier de Joseph Delattre, situé rue des Charrettes à Rouen. L'influence de Robert Antoine Pinchon sur Pierre Dumont — qui est en fait réciproque — est alors « indiscutable :  ils ont un point commun évident, tous deux sont de remarquables coloristes, et il est certain que dès 1902 les deux jeunes artistes se retrouvent sur le motif, soit dans les environs proches, Canteleu, Bihorel, ou sur les bords de Seine ». 
Joseph Delattre, en concertation avec le marchand de couleurs et galeriste rouennais Legrip, constitue une « Académie de Rouen » avec pour premiers membres Narcisse Guilbert, Robert Antoine Pinchon et Pierre Dumont dont « les premières toiles sont marquées par les influences de Van Gogh et Cézanne… Il peint alors des paysages de Varengeville, d'Eauplet, de l'île de Brouilly ». À sa première exposition en 1906 à la galerie Legrip à Rouen, il présente des sujets dans la tradition de l'École de Rouen : bords  de Seine, scènes de moisson, cours de ferme. 
François Lespinasse présume que cet artiste « est un visiteur passionné de la rétrospective posthume de Cézanne en 1907 lors du cinquième Salon d'automne. Pierre Dumont produit quelque temps après une nature morte en hommage au maître d'Aix, tandis que dans son paysage exécuté à Varengeville, la leçon de Cézanne est évidente ». En cette même année 1907, après sa participation au Salon des artistes rouennais dont l'esprit conventionnel le déçoit, Pierre Dumont initie la création du Groupe des XXX, regroupant trente artistes indépendants dont, outre son ami Pinchon, Henri Matisse, André Derain, Maurice de Vlaminck, Raoul Dufy, Gaston Prunier, Eugène Tirvert, Georges Bradberry, Charles Frechon, Maurice Louvrier et Tristan Klingsor. Après son exposition à la galerie Legrip (1907), le groupe se revendiquant d'avant-garde prend en 1908 le nom de Société normande de peinture moderne. 
C'est en 1909 que Pierre Dumont aborde le thème de la cathédrale de Rouen, « y apportant souvent les vigoureuses schématisations du fauvisme, son admiration pour Jacques Villon le poussant en 1912 à explorer le cubisme ». 1912 est précisément le temps où Pierre Dumont crée à Rouen une revue intitulée La Section d'or qui, bien qu'éphémère, reçoit des contributions de Paul Reverdy, André Warnod et Guillaume Apollinaire (ce dernier venant dans ce cadre prononcer à Rouen le dimanche 23 juin 1912 une conférence intitulée Le sublime moderne) et favorise le rapprochement par Dumont du groupe éponyme parisien : à l'exposition de La Section d'Or organisée en octobre 1912 à Paris par Jacques Villon, Pierre Dumont accroche trois toiles.
Se liant d'amitié avec Max Jacob, André Lhote, Juan Gris et Francis Picabia, Pierre Dumont, choisissant avec son ami Pierre Hodé de vivre à Paris — il s'installe au no 13 place Ravignan (aujourd'hui place Émile-Goudeau) qu'il quittera en 1918 pour aller, non loin, au no 1 rue d'Orchampt, puis en 1925 au no 86 boulevard des Batignolles — occupe un atelier au Bateau-Lavoir et aborde des thèmes de Paris et des environs de la capitale (le Sacré-Cœur, Notre-Dame de Paris, les ponts de Paris, le Moulin de la Galette, la maison de Mimi Pinson, l'étang de Saint-Cucufa). Il expose à la Rétrospective des Indépendants de 1926 les toiles L'Avenue Junot (neige), La neige, La Tour Saint-Maclou et Nature morte (fleurs et pots)
En 1927 se produit un incident hémiplégique dont il semble se rétablir, mais qui fera que la maladie, les crises d'épilepsie et les accès de colères délirantes s'acharneront désormais constamment sur lui, venant contraindre Pierre Dumont, entre 1934 et 1936, à peindre de la main gauche. Ces événements, assortis d'internements forcés, font reconnaître ces deux dernières années de son œuvre comme de bien moindre qualité. Il s'installe à Gasny. Lorsque Pierre Dumont meurt à Paris à l'hôpital Sainte-Anne, quelques jours après sa femme qui, épuisée de l'avoir soigné, avait été hospitalisée en même temps que lui, on estime qu'il a peint 2800 à 3000 toiles.

## Expositions

### Expositions personnelles
- galerie Legrip, Rouen, de 1906 à 1914 (La cathédrale de Rouen, juillet 1909) ;
- galerie Charles Malpel, Paris, 1914 ;
- musée des beaux-arts de Rouen, 1916 ;
- galerie Terrisse, no 94 boulevard Haussmann, Paris, 1919 ;
- Pierre Dumont, œuvres de voyages 1924-1927 : Rouen, Gasny, Honfleur, Les Andelys, Étretat, Cancale, Bordeaux, Paris, galerie Durand-Ruel, Paris, mai 1928 ;
- galerie Armand Ornant, rue de Seine, février 1931  ;
- galerie G. Denis, Paris, 1945[3] ;
- galerie Katia Granoff, Paris, 1988 ;
- galerie Matignon, Paris, 1989[3] ;
- Rétrospective Pierre Dumont, galerie Michel Bertran, Rouen, août 1992 ;
- galerie Michel Bertran, Rouen, 2005[3].

### Expositions collectives
- Salon des artistes rouennais, 1907, 1919, 1931 ;
- Groupe des XXX, galerie Legrip, du 29 octobre au 12 novembre 1907 ;
- Société normande de peinture moderne, galerie Legrip, plusieurs expositions de décembre 1909 (catalogue préfacé par Élie Faure, participation de Pablo Picasso[2]) à novembre 1912 ;
- Salon des indépendants, Paris, 1908[12], 1911, 1912, 1914, 1919 ;
- La Section d'Or, Galerie La Boétie, Paris, 1912 ;
- Salon d'automne, Paris, 1913[13] ;
- Salon rouennais pour nos soldats, pour nos artistes (organisé par Pierre Dumont), musée des artistes, Rouen, novembre 1915[2] ;
- Exposition des peintres belges et normands pour les mutilés, Rouen, 1916 ;
- Trésors du Petit Palais de Genève de Renoir à Kisling, palais de la Bourse, Chambre de commerce et d'industrie de Marseille, juin-octobre 1990.
- Désir de rivage, de Granville à Dieppe - Le littoral normand vu par les peintres entre 1820 et 1945, musée des beaux-arts de Caen, juin-août 1994 ;
- Pierre Dumont, Maurice Louvrier - Deux amis, deux peintres engagés, galerie Michel Bertran, Rouen, mars-mai 1995[14] ;
- La Section d'Or, 1912-1920-1925, le cubisme écartelé, musée de Châteauroux, septembre-décembre 2000, musée Fabre, Montpellier, décembre 2000-mars 2001 ;
- Enchantement au jardin, musée des beaux-arts de Bernay, juin-octobre 2010[15] ;
- L'École de Rouen, atelier Grognard, Rueil-Malmaison, février-avril 2011[16] ;
- Normandie impressionniste, galerie Michel Bertran, été 2011[14] ;
- Les élèves de Joseph Delattre, galerie Bertran, Rouen, décembre 2011-janvier 2012[17] ;
- Plages et bords de Seine, l'Armitière, Rouen, mai-septembre 2013[18] ;
- Rouen, ville aux cent clochers, galerie Bertran, Rouen, mai-juillet 2014[18].
- École normande - French painters of the 19th and 20th century, Findlay Galleries, Palm Beach (Floride) et New York, 2018[19].
- Les petits maîtres et la Seine-Maritime (1850-1980), le jardin des sculptures - château de Bois-Guilbert, juillet-novembre 2020[20].
- Les petits maîtres et la Seine, de Rouen à l'estuaire (1830-1980), La Grange aux dîmes, Ouistreham, juillet-septembre 2020[21].

## Réception critique
- « Le splendide artiste de qui les toiles ne doivent rien à personne, Pierre Dumont ne ressemble en vérité qu'à Pierre Dumont, il est à part, il est seul comme dans la vie. » - Pierre Varenne[22]
- « Nous connaissions la hardiesse des jeunes élèves de Delattre mais ignorions que le jeune et tumultueux Dumont, encouragé par son maître et les discussions de l'atelier, avait brossé si tôt[23] des toiles si audacieuses, peut-être ébloui par les peintures de Van Gogh. Nous sommes quatre ans avant l'exposition des Fauves et il est bon de reconsidérer certains de ces peintres, qualifiés à mauvais escient de suiveurs. Ils peignaient avec la fougue de leurs vingt ans et cherchaient à se singulariser dans leur art… Cher vieux Delattre, qui avait un quart de siècle de plus que Dumont, quelle douceur et quelle beauté dans la trace que tu as laissée parmi nous ! » - Michel Bertran[24]

## Collections publiques

### Brésil
- Rio de Janeiro, consulat général de France ;

### États-Unis
- Milwaukee Art Museum (Wisconsin)[25] ;

### France
- Aurillac, hôtel de préfecture du Cantal ;
- Caen, Conseil régional de Basse-Normandie, Collection Peindre en Normandie[26] ;
- Dijon, musée des Beaux-Arts ;
- Menton, musée des Beaux-Arts ;
- Paris :
  - musée de Montmartre ;
  - musée national d'art moderne ;
- Rouen, musée des Beaux-Arts[27] ;
- Troyes, musée d'art moderne[28] ;

### Suisse
- Genève, musée du Petit Palais .

## Collections privées référencées
- Pierre et Denise Lévy, Bréviandes[29].
- Anastasios George Leventis (en)[30].